# Zapasy na Igrzyskach Ameryki Południowej 2022
Turniej w ramach Igrzysk w 2022 - Asunción, odbędzie się w dniach 12–14 października 2022 w kompleksie sportowym – SND Arena Pabellón 3. 

## Tabela medalowa
| Poz.    | Państwo   |    |    |    | Łącznie |
| 1       | Wenezuela | 6  | 7  | 5  | 18      |
| 2       | Kolumbia  | 4  | 1  | 6  | 11      |
| 3       | Ekwador   | 4  | 1  | 0  | 5       |
| 4       | Argentyna | 2  | 1  | 1  | 4       |
| 5       | Brazylia  | 1  | 6  | 4  | 11      |
| 6       | Chile     | 1  | 0  | 2  | 3       |
| 7       | Peru      | 0  | 2  | 3  | 5       |
| 8       | Panama    | 0  | 0  | 3  | 3       |
| Łącznie | Łącznie   | 18 | 18 | 24 | 60      |

## Wyniki

### Mężczyźni styl klasyczny
| Kat. wagowa |                  |                |                                  |
| ----------- | ---------------- | -------------- | -------------------------------- |
| 60 kg       | Dicther Toro     | Jeremy Peralta | Raiber Rodríguez                 |
| 67 kg       | Julián Horta     | Kenedy Pedrosa | Shalom Villegas Cristóbal Torres |
| 77 kg       | Jaír Cuero Muñoz | Joílson Júnior | Wuileixis Rivas                  |
| 87 kg       | Luis Avendaño    | Pool Ambrocio  | Ronisson Brandão                 |
| 97 kg       | Luillys Pérez    | Igor Alves     | Haner Ramírez                    |
| 130 kg      | Yasmani Acosta   | Brayan Loyo    | Rodolfo Waithe                   |

### Mężczyźni styl wolny
| Kat. wagowa |                    |                    |                                 |
| ----------- | ------------------ | ------------------ | ------------------------------- |
| 57 kg       | Óscar Tigreros     | Pedro Mejías       | Enrique Herrera                 |
| 65 kg       | Agustín Destribats | Wilfredo Rodríguez | Úber Cuero Muñoz Wilfredo López |
| 74 kg       | Anthony Montero    | Cesar Bordeaux     | Juan Sánchez Ángel Cortés       |
| 86 kg       | Pedro Ceballos     | Carlos Angulo      | Giovanni Piazza Jorge Llano     |
| 97 kg       | Ricardo Báez       | Cristián Sarco     | Matías Uribe                    |
| 125 kg      | José Díaz          | Catriel Muriel     | Guilherme Pradella              |

### Kobiety styl wolny
| Kat. wagowa |                      |                   |                                    |
| ----------- | -------------------- | ----------------- | ---------------------------------- |
| 50 kg       | Jacqueline Mollocana | Mariana Rojas     | Nathaly Herrera                    |
| 53 kg       | Lucía Yépez          | Thalía Mallqui    | Gracyenne Alves Betzabeth Argüello |
| 57 kg       | Luisa Valverde       | Giullia Rodrigues | Yohelyn Valera Tatiana Hurtado     |
| 62 kg       | Laís Nunes           | Nathaly Grimán    | Andrea González                    |
| 68 kg       | Soleymi Caraballo    | Thamires Machado  | Janet Sobero                       |
| 76 kg       | Génesis Reascos      | María Acosta      | Tatiana Rentería                   |

## Łącznie medale w latach: 1978-2022
| Poz.    | Państwo   |     |     |     | Łącznie |
| 1       | Wenezuela | 77  | 36  | 28  | 141     |
| 2       | Argentyna | 44  | 34  | 42  | 120     |
| 3       | Peru      | 31  | 49  | 40  | 120     |
| 4       | Kolumbia  | 30  | 27  | 24  | 81      |
| 5       | Ekwador   | 15  | 14  | 38  | 67      |
| 6       | Brazylia  | 10  | 19  | 32  | 61      |
| 7       | Chile     | 3   | 18  | 14  | 35      |
| 8       | Boliwia   | 2   | 3   | 7   | 12      |
| 9       | Panama    | 1   | 4   | 13  | 18      |
| 10      | Urugwaj   | 0   | 1   | 1   | 2       |
| Łącznie | Łącznie   | 213 | 205 | 239 | 657     |